# Tortilicaulis
Tortilicaulis je mahu podobna rastlina znana iz fosilov, ki so bili odkriti v južni Britaniji, in segajo čez mejo silurskega in devonskega obdobja (pred približno 430 do 390 milijoni leti). Tortilicaulis, ki so ga sprva našli v devonskih mejnih območjih Walesa, je bil kasneje najden še na slavnem najdišču Ludlow Lane.
Čeprav je splošno sprejeto, da je bil Tortilicaulis rastlina, podobna mahu, še ni bila najdena v dovolj dobrem stanju, da bi jo lahko podrobno raziskali in ji dodelili točen taksonomski razred. Fosili vključujejo podolgovat apikalnen trosovnika (organ za tvorbo spor), ki je lahko razvejan, s spiralnimi stenami, pritrjenimi na nedeljeno steblo, ki je prav tako zvit. Za rastline tistega časa je nenavadno, da so bili trosi Tortilicaulisa prekriti z majhnimi granulami po vsej površini.
Začetni sumi njegove opisovalke, Dianne Edwards, so bili, da gre za briofit, in bile so opravljene primerjave z več skupinami. Možna povezava z mahom Takakia je podprta z značilnostmi trosovnikov, kot so podolgovata oblika, nenavadno zvijanje in končni položaj trosovnikov.
Ker so trosovniki Tortilicaulisa razvejani, kladistična analiza kaže, da bi rod lahko pripadal skupini Horneophytopsida, razredu polisporangiofitov, ki imajo za razliko od briofitov razvejana stebla, ki nosijo trosovnike. Za kladogram glejte članek Horneophytopsida.